# Ueckermannseius parahavu
Ueckermannseius parahavu är en spindeldjursart som beskrevs av Moraes, Zannou och Oliveira 2006. Ueckermannseius parahavu ingår i släktet Ueckermannseius och familjen Phytoseiidae. Inga underarter finns listade i Catalogue of Life.